# Данієль Б. Вессон
Данієль Бейрд Вессон (18 травня 1825—4 серпня 1906) —розробник зброї з США. Він був співзасновником компанії Smith & Wesson і розробив кілька видатних конструкцій зброї протягом свого життя.

## Перші роки
Данієль Бейрд Вессон був сином Руфуса та Бетсі (Бейрд) Вессон. Батько був фермером та виробником дерев'яних плугів, а Данієль працював на фермі батька і відвідував публічну школу до вісімнадцяти років, потім він пішов навчатися до свого брата Едвіна Вессона (головного виробника цільових гвинтівок та пістолетів в 1840-х) в Нортборо, штат Массачусетс.
Вессон одружився з Синтією Марією Гаус 26 травня 1847 в Томпсоні, Коннектикут. Батько Гаус був проти одруження, мотивуючи це тим, що Вессон був «просто зброярем» без майбутнього, через це пара змушена була втекти. Зарплатня Вессона в компанії «Smith & Wesson» до 1865 сягнула $160,000 на рік.
У подружжя народилися одна донька і три сини: Сара Дженетт Вессон (1848); Вальтер Вессон (керівник Smith & Wesson, 1850); Френк Вессон (1853); та Джозеф Вессон (керівник Smith & Wesson, 1859).

## Smith & Wesson
В 1854 Данієль Б. Вессон разом з Горасом Смітом та Кортлендом Палмером розробив важільний пістолет Smith & Wesson і першу магазинну гвинтівку – Volcanic. Виробництво відбувалося в майстерні Гораса Сміта в Норвічі штат Коннектикут. Оригінальна назва «Smith & Wesson Company», була змінена на «Volcanic Repeating Arms Company» в 1855 році, коли до них приєдналися нові інвестори, одним з яких був Олівер Вінчестер. Volcanic Repeating Arms Company отримала всі права на розробки Volcanic (у цей час випускали гвинтівку та пістолет), а також боєприпаси, розроблені компанією «Smith & Wesson». Вессон залишався керівником заводу протягом наступних восьми місяців перед тим як приєднався до Сміта, створивши компанію «Smith & Wesson Revolver Company» після отримання ліцензії на патент Ролліна Вайта «казнозарядний барабан».
В 1856 році «Smith & Wesson» почали виробництво невеликих револьверів створені під набій кільцевого запалення, який запатентували в серпні 1854. Цен був перший в світі револьвер під унітарний набій. «Smith & Wesson» захистили розробку патентами, щоб інші виробники не могли випускати револьвери під новий набій – що дало молодій компанії добре розвинути свій бізнес.
У 65-річному віці Горас Сміт пішов у відставку і продав свою частину бізнесу Д.Б. Вессону, останній став єдиним власником фірми. Наприкінці 1800-х компанія представила лінійку безударникових револьверів (вони дотепер присутні у лінійці ручної зброї «Smith & Wesson»).
В 1899 році «Smith & Wesson» представили найбільш відомий у світі револьвер, .38 Military & Police (Модель 10). Цей револьвер проводили протягом великого проміжку часу і він став самим популярним револьвером серед поліціянтів та військових у всьому світі.

## Благодійні пожертвування
В 1900 Данієль Вессон, сильний прихильник гомеопатії, заснував гомеопатичну лікарню Гемпден з пожертвою в розмірі 100 000 доларів США. Лікарня (пізніше відома як меморіальна лікарня Вессона) була розташована в Спрингфілді штат Массачусетс. В 1923 лікарня перейшла від гомеопатії на сучасну медицину.

## Смерть
Вессон працював в фірмі до своєї смерті в 1906. Після чотирирічної хвороби Вессон не витримав «... серцевої недостатності, яку спричинив неврит ...» Данієль Вессон був похований на кладовищі Оук-Грув в Спрингфілді штат Массачусетс. Його правнук Данієль Б. Вессон ІІ (Ден Вессон) також став зброярем.

## Резиденція

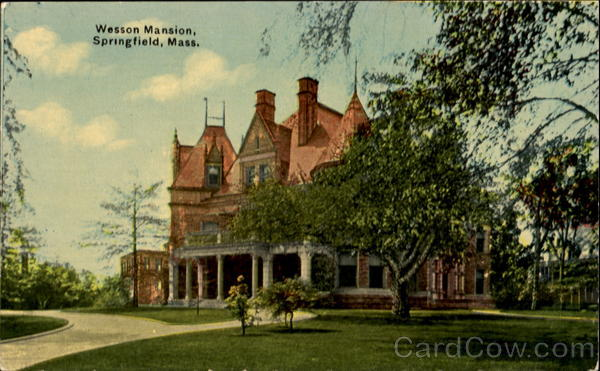
Маєток Вессонів в Спрингфілді штат Массачусетс

В 1886 Данієль Вессон побудува літній будиночок в Нортборо штат Массачусетс, який назвали Вессон-Террас. Зараз він відомий під назвою Вайт-Кліффс, в минулому там був ресторан та зала для урочистостей. Вона була закрита в грудні 2014 після того, як родина ЛаКава вирішила продати його. Вони не могли знайти покупців, а Нортборо ширилися чутки, що будинок зруйнують. Населення Нортборо на, що річному зібранні в 2016 році проголосували про придбання Вайт-Кліффс.
Крім того, Вессон мешкав та працював у Спрингфілді штат Массачусетс, там побудував лікарні та будинок. В 1966 його спрингфілдський будинок, яким в той час володів Колоні-Клаб, постраждав від вогню.
Літній будиночок в Нортборо було побудовано на землях, які належали родині його дружини. Поки його брат не помер він навчався зброярству в його майстерні в Норборо. Після навчання торгівлі зброєю в місті і одруження Данієль Бейрд Вессон, повернувся в Нортборо де і побудував будинок.
Це був не перший маєток який побудував Вессон. Для нього було побудовано 13 будинків (маєтків), але зберігся лише Вайт-Кліффс. Інші були зруйновано, більшість згоріло.
Літній будиночок зазнав впливу від його європейських мандрівок. Він був шанувальником періоду Медичі, а тому кілька кімнат графині було демонтовано і побудовано в Нортборо. Зброя Smith & Wesson відома у всьому світі. Ручній зброї S&W надавали перевагу в багатьох арміях світу, в тому числі в армії царської Росії.
Вайт-Кліффс отримав назву на честь «Білих скал» в Англії, особливо в районі Дувру. На будинку було намальовано біло-крейдові скелі. Саме тому резиденція отримала назву Вайт-Кліффс; незважаючи на те, що в той час будинок і не був білим.